# حليبة
حليبة قرية من قرى محافظة بيشة التابعة إلى منطقة عسير في المملكة العربية السعودية.

## التسمية والموقع
حُلَيّبَةُ بضم الحاء وفتح اللام وتشديد الياء وفتح الباء وضم الهاء وهو لفظ تصغير، وهي قرية حديثة نسبياً تقع إلى الغرب من وادي بيشة على بعد حوالي 1 كيلو متر وشمال مدينة بيشة على مسافة 13 كيلو متر ويلاصقها من الشمال قرية النقيع ومن الجنوب عطف الجبرة ويسكنها بني سعد وآل منيع من أكلب والجنبة وال كيرعان عبيدة وتتميز منطقة القرية بأرضها الخصبة. 
تضم القرية عدداً من المساجد  وتعاني القرية من ضعف الخدمات مع القرى المحيطة بها.